# Манчестер (Айова)
Манчестер (англ. Manchester) — город в США, административный центр округа Делавэр штата Айова. Население — 5065 человек (2020).

## География
Манчестер расположен по координатам 42°29′07″ с. ш. 91°27′17″ з. д. (42.485350, -91.454856). По данным Бюро переписи населения США в 2010 году город имел площадь 12,15 км², из которых 12,11 км² — суша и 0,04 км² — водоёмы.

## Демография
| Год переписи | Нас. |  | %±    |
| ------------ | ---- |  | ----- |
| 1870         | 1492 |  | —     |
| 1880         | 2275 |  | 52,5% |
| 1890         | 2344 |  | 3%    |
| 1900         | 2887 |  | 23,2% |
| 1910         | 2758 |  | −4,5% |
| 1920         | 3111 |  | 12,8% |
| 1930         | 3413 |  | 9,7%  |
| 1940         | 3762 |  | 10,2% |
| 1950         | 3987 |  | 6%    |
| 1960         | 4402 |  | 10,4% |
| 1970         | 4641 |  | 5,4%  |
| 1980         | 4942 |  | 6,5%  |
| 1990         | 5137 |  | 3,9%  |
| 2000         | 5257 |  | 2,3%  |
| 2010         | 5179 |  | −1,5% |
| 2020         | 5065 |  | −2,2% |

Согласно переписи 2010 года, в городе проживало 5179 человек в 2199 домохозяйствах в составе 1391 семьи. Плотность населения составляла 426 человек/км². Было 2341 квартира (193/км²).
Расовый состав населения:
| - 97,7 % — белых - 0,6 % — чёрных или афроамериканцев - 0,4 % — азиатов - 0,3 % — коренных американцев |

К двум или более расам принадлежало 0,8 %. Доля испаноязычных составляла 0,9 % всего населения.
По возрастному диапазону население распределялось следующим образом: 24,9 % — лица младше 18 лет, 55,0 % — лица в возрасте 18-64 лет, 20,1 % — лица в возрасте 65 лет и старше. Медиана возраста жителя составила 41,1 года. На 100 человек женского пола в городе приходилось 90,1 мужчин; на 100 женщин в возрасте от 18 лет и старше — 85,6 мужчин также старше 18 лет.
Средний доход на одно домашнее хозяйство составил 55 961 доллар США (медиана — 45 616), а средний доход на одну семью — 68 458 долларов (медиана — 65 543). Медиана доходов составляла 45 825 долларов для мужчин и 35 357 долларов для женщин. За чертой бедности находилось 16,8 % лиц, в том числе 26,0 % детей в возрасте до 18 лет и 11,6 % лиц в возрасте 65 лет и старше.
Гражданское трудоустроенное население составляло 2562 человека. Основные отрасли занятости: производство — 27,2 %, образование, здравоохранение и социальная помощь — 24,9 %, розничная торговля — 12,5 %, искусство, развлечения и отдых — 8,3 %.